# Lorenzo Signorini
Lorenzo Signorini (Thiene, 15 dicembre 1952) è un organista e compositore italiano.

## Biografia
Ha compiuto gli studi musicali al Conservatorio “Benedetto Marcello” di Venezia diplomandosi in organo e in prepolifonia. Ha approfondito l'interpretazione della musica organistica con i maestri Michel Chapuis, Michael Radulescu, Gaston Litaize, Jean Langlais, Luigi Celeghin e la direzione d'orchestra con Piero Bellugi. 
Insegnante di organo e composizione organistica dal 1978 al 2019, prima al conservatorio “Tito Schipa” di Lecce, poi al Conservatorio “Arrigo Pedrollo” di Vicenza, dove ha tenuto anche corsi d'Improvvisazione pianistica, organistica e di tecniche di improvvisazione. È stato membro di giuria in vari concorsi organistici e ha tenuto corsi e conferenze per l'Istituto Rezzara di Vicenza e per il Rotary Club di Valdagno (VI).
All'attività didattica ha affiancato il concertismo e la composizione. Ha scritto per coro, organo, pianoforte, orchestra, opera lirica, oratorio, musiche per formazioni cameristiche, arrangiamenti e trascrizioni. Ha pubblicato per Armelin Musica, Bèrben, Progetti Sonori e Carrara.
Tutta la sua produzione è stata catalogata e analizzata nella tesi di laurea “Un secolo di vita musicale a Thiene” di Eleonora Dal Santo, nel 2003.
Con lui hanno collaborato, oltre a numerosi musicisti, l'architetto Dante Tognin, la regista e librettista Rosalba Trevisan e la pittrice Paola Marchi.
Nel maggio 2011 ha vinto il primo premio al concorso ADM di Montecchio Maggiore con la composizione "Canto di vita", su testo proprio.

Nell'ottobre 2012 ha pubblicato per l'editore Progetti Sonori "L'improvvisazione per strumenti a tastiera e arpa. Manuale teorico/pratico sugli stili dal Seicento ad oggi" con presentazione di Bruno Canino.
In occasione del centenario della Grande Guerra Signorini scrive l'opera "1915-18 La Guerra delle Donne", opera lirica per voci recitanti, voci solistiche, coro ed ensemble strumentale (musica e testo di Lorenzo Signorini).
Ha scritto i romanzi: Il Requiem massonico (Eurarte, 2017) e Totentanz (Amazon, 2019).

## Produzione
Il suo stile, tonale, si riallaccia al neoclassicismo e alla musica a programma.
“Signorini... orchestratore raffinato e personalissimo, mette a fuoco la sua ispirazione che trasforma ogni opera in una specie di ideale rappresentazione”.
“Musicista di salda preparazione, Signorini colloca la sua scrittura, efficace e sapiente, nel solco della tradizione sacra, cui si rifà consapevolmente e con grande personalità… pure affiora un contributo alla musica del ‘900 storico, con raffinatezze armoniche e consapevole scrittura vocale”.
“La sinfonia è un'ampia pagina dall'incisivo piglio neoclassico”.
Varie le commissioni, soprattutto di musica vocale-strumentale, la Sinfonia Alberti, rapsodie di canti popolari e natalizi, cantate, l'oratorio Ioannes Paulus Secundus, che  è stato anche eseguito in esclusiva dall'orchestra ArtEnsemble del maestro Maurizio Mune, oltre a musica strumentale e arrangiamenti.

## Opere principali
- Sinfonia Alberti, versione per organo, 1999.
- Sinfonia Alberti, per orchestra, 1999.
- Cantata per la IV domenica dell'Avvento, per coro ed ensemble, 2000.
- Aëria, suite per flauto e orchestra, 2001.
- Le Stelle le Pallide Notturne, per arpa e percussione, da un testo di Dino Campana, 2003.
- Rapsodia natalizia, per coro ed ensemble, 2003.
- Croce d'Aquileia, cantata per coro, ottoni e organo, 2003.
- Rapsodia di canti popolari, per coro misto ed ensemble, 2004.
- La sera di fiera, per voce recitante, arpa e percussione, testo di Dino Campana, 2004.
- Orchestrazione di dieci canti popolari di Bepi De Marzi, 2005.
- L'Attesa, opera in atto unico per soprano e orchestra, libretto di Rosalba Trevisan, 2006.
- Lux Oriens, cantata per soli, coro ed ensemble, testo di Paola Marchi, 2007.
- Ioannes Paulus II, oratorio per soli, coro e orchestra, testo di Paola Marchi, 2008.
- Tre Liriche, per voce recitante e organo, testi di Paola Marchi, 2008.
- Ricostruzione della partitura del poema sinfonico Malombra di Augusto Poggi, dal manoscritto per pianoforte (2011), trascrizione per piano (2020).
- Canto di vita, per voci bianche, soprano ed ensemble, testo di L. Signorini, 2011.
- Ormai siamo uomini senza rimorsi, per coro ed ensemble, da un testo di David Maria Turoldo, 2011.
- Ad memoriam, per organo in ricordo del Maestro Luigi Celeghin, 2014.
- 1915-18 La Guerra delle Donne, opera lirica per voci recitanti, voci solistiche, coro ed ensemble strumentale; musica e testo di L. Signorini, 2015.
- Suite Zodiacus, per decimino di ottoni (2016) e trascrizione per organo (2019)
- Inno alla Pace, per coro e ensemble strumentale, 2016
- Pietà per Maria, per organo, voci e strumenti, 2017
- Orgelmesse "Orbis Factor", per organo, 2018
- La lezione di Fuga, cantata buffa, 2018
- Cantata per la Pace, per coro virile, quartetto d'archi, flauto e piano, 2018
- Orgelmesse "Joannes Paulus Secundus", per organo, 2019
- Fantasia, Adagio e Fuga su B.A.C.H., per organo, 2019
- Messa su "Noi vogliam Dio", per organo, 2020
- Spiritual Organ Mass, per organo, 2020

L'elenco completo delle composizioni, oltre ad alcuni spartiti in pdf, è disponibile a questo link.

## Opere teoretiche
L'improvvisazione su strumenti a tastiera e arpa. Manuale teorico/pratico sugli stili dal Seicento a oggi

Editore Progetti Sonori, 2012.

http://www.progettisonori.it/Catalogo/Improvvisazione.htm

Leggere la musica facilmente. Manuale destinato a coristi, strumentisti e appassionati
Amazon, 2021

I due manuali sono corredati da videolezioni tenute dall'autore, reperibili sul canale YouTube di Lorenzo Signorini

## Romanzi
- Il Requiem massonico, Edizioni EurArte, 2017
- Totentanz, Amazon, 2018